# Motonàutica als Jocs Olímpics d'estiu de 1908 - Classe A
La Classe A (classe open) va ser una de les tres competicions del programa de motonàutica que es disputaren als Jocs Olímpics de Londres de 1908.
La classe open estava programada per disputar-se el primer dia de competició, el 28 d'agost. La carrera tenia una longitud de 40 milles nàutiques. Dos vaixells, el Wolseley-Siddely i el Dylan, iniciaren la competició. El Dylan es va veure obligat a abandonar durant el decurs de la primera volta, mentre el Wolseley-Siddely ho va fer en acabar la primera volta en empitjorar les condicions meteorològiques.
L'endemà, en finalitzar les curses de les altres dues classes, es va fer un segon intent per disputar la cursa. Els vaixells que la van disputar foren el Wolseley-Siddely i el Camille, l'únic vaixell francès inscrit en la competició. El Wolseley-Siddely va quedar encallar al fang, deixant via lliure al Camille per finalitzar i guanyar l'or.

## Resultats
| Posició | Embarcació       | Pilots                                                                                         | País       | Temps        |
| ------- | ---------------- | ---------------------------------------------------------------------------------------------- | ---------- | ------------ |
| Or      | Camille          | Emile Thubron                                                                                  | França     | 2h 26' 53"   |
| –       | Dylan            | A. G. Fentiman Thomas Scott-Ellis                                                              | Regne Unit | No finalitza |
| –       | Wolseley-Siddely | George Clowes Hugh Grosvenor Joseph Frederick Laycock (1a cursa) G. H. Atkinson (segona cursa) | Regne Unit | No finalitza |